# Благовещенский собор (Сухум)
Благовещенский собор — кафедральный храм в честь Благовещения Пресвятой Богородицы в Сухуме. Фактически используется в качестве кафедрального собора неканонической Абхазской православной церковью, с точки зрения Грузинского патриархата является главным собором Пицундской и Сухумо-Абхазской епархии Грузинского патриархата.

## История
В 1909 году по решению Сухумского Эллинского общества и на средства греческой православной общины города Сухума в центре города начал возводиться крестово-купольный, трёхнефный храм в неовизантийском стиле, строительство которого было завершено в 1915 году. Xрам был освящён в 1917 г. во имя  Благовещения Пресвятой Богородицы и до 1940-х годов именовался как «греческий храм».
После Второй мировой войны храм стал кафедральным собором Сухумо-Абхазской епархии Грузинской православной церкви. В 1980-х годах при митрополите Давиде (Чкадуа) в соборе прошли значительные работы по реконструкции в связи с чем появился придел в честь святителя Николая и ряд боковых пристроек.
В марте 2010 года в соборе прошли восстановительные работы и установлен позолоченный купол, изготовленный челябинской фирмой ООО «Марион» — «Златосфера».
До 1990 года в соборе хранилась гробница Иоанна Златоуста (позднее была перенесена на место его кончины — в село Коман, в храм Команского монастыря). В соборе также находится икона великомученика Пантелеимона с частицей его мощей.
10 февраля 2011 года Правительство Абхазии передало Благовещенский собор Абхазской православной церкви в безвозмездное и бессрочное пользование.

## Ключари
- Симон Гигинейшвили, протоиерей (1922—1937)
- Виссарион Аплиаа, иерей (с 1993 года)